# Yliopistokatu (Oulu)
Pour les articles homonymes, voir Yliopistonkatu.
Yliopistokatu (français : Rue Université) est une rue du quartier Linnanmaa d'Oulu en Finlande.

## Présentation
La rue Yliopistokatu part de Linnanmaantie et continue vers Kaitoväylä. 
La longueur de la rue est de 800 mètres.
Le long de la rue se trouve une grande partie des logements des étudiants de Linnanmaa ainsi que le centre médical YTHS de la fondation pour la santé des étudiants.
L'École primaire d'application de l'école normale d'Oulu et la chapelle Saint-Luc d'Oulu sont aussi en bordure de la rue.

## Galerie

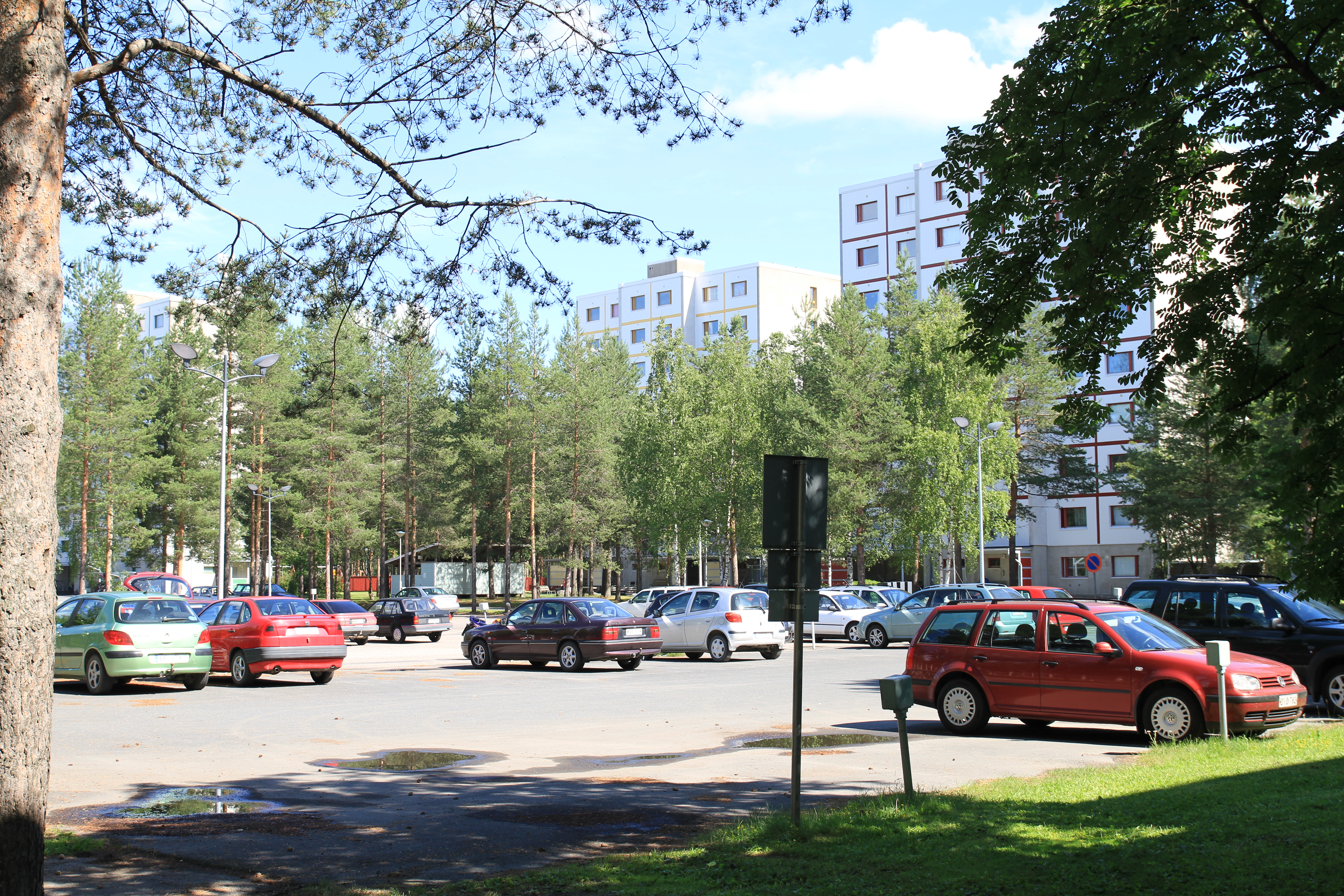
Logements d'étudiants.
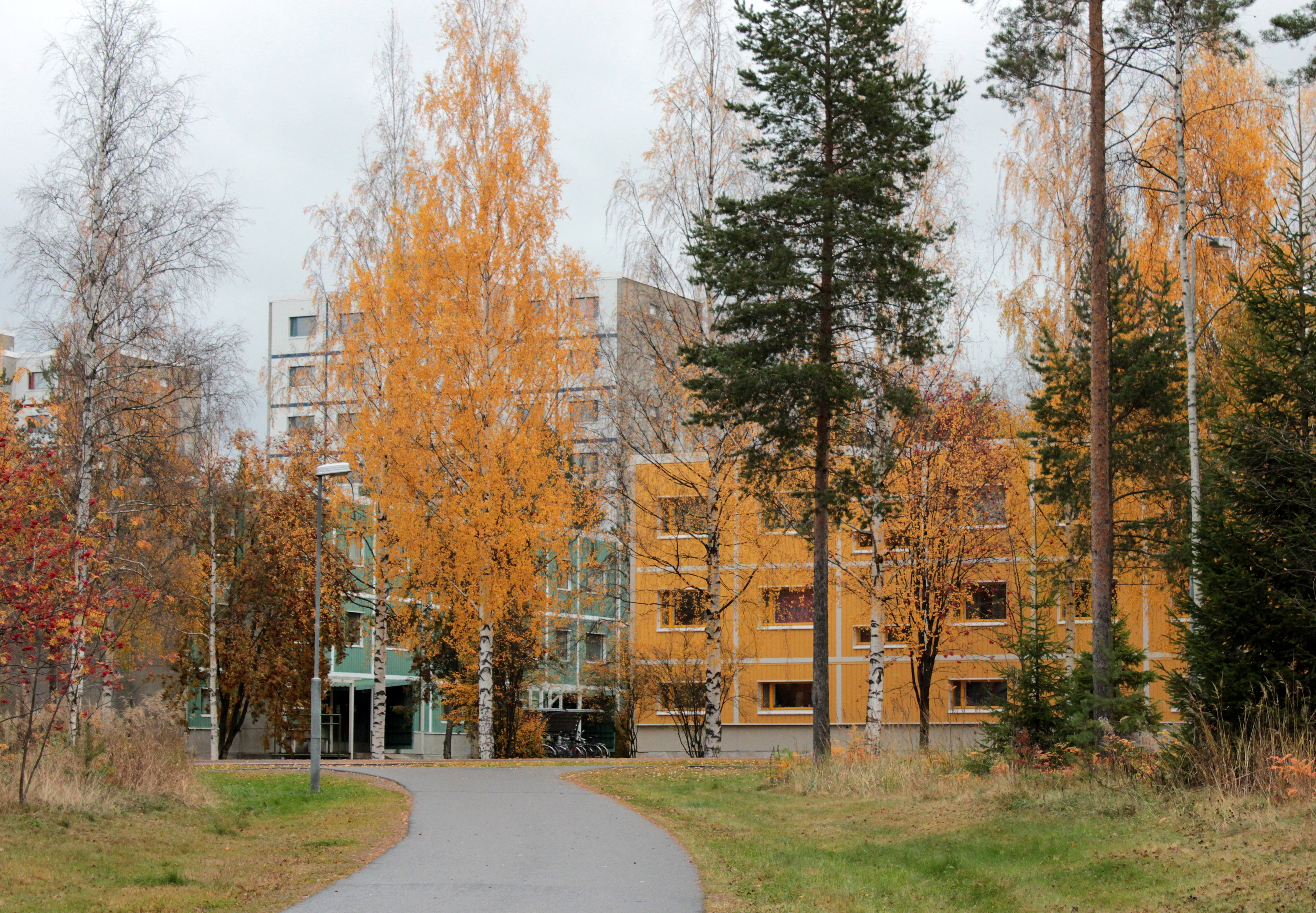
Logements d'étudiants.
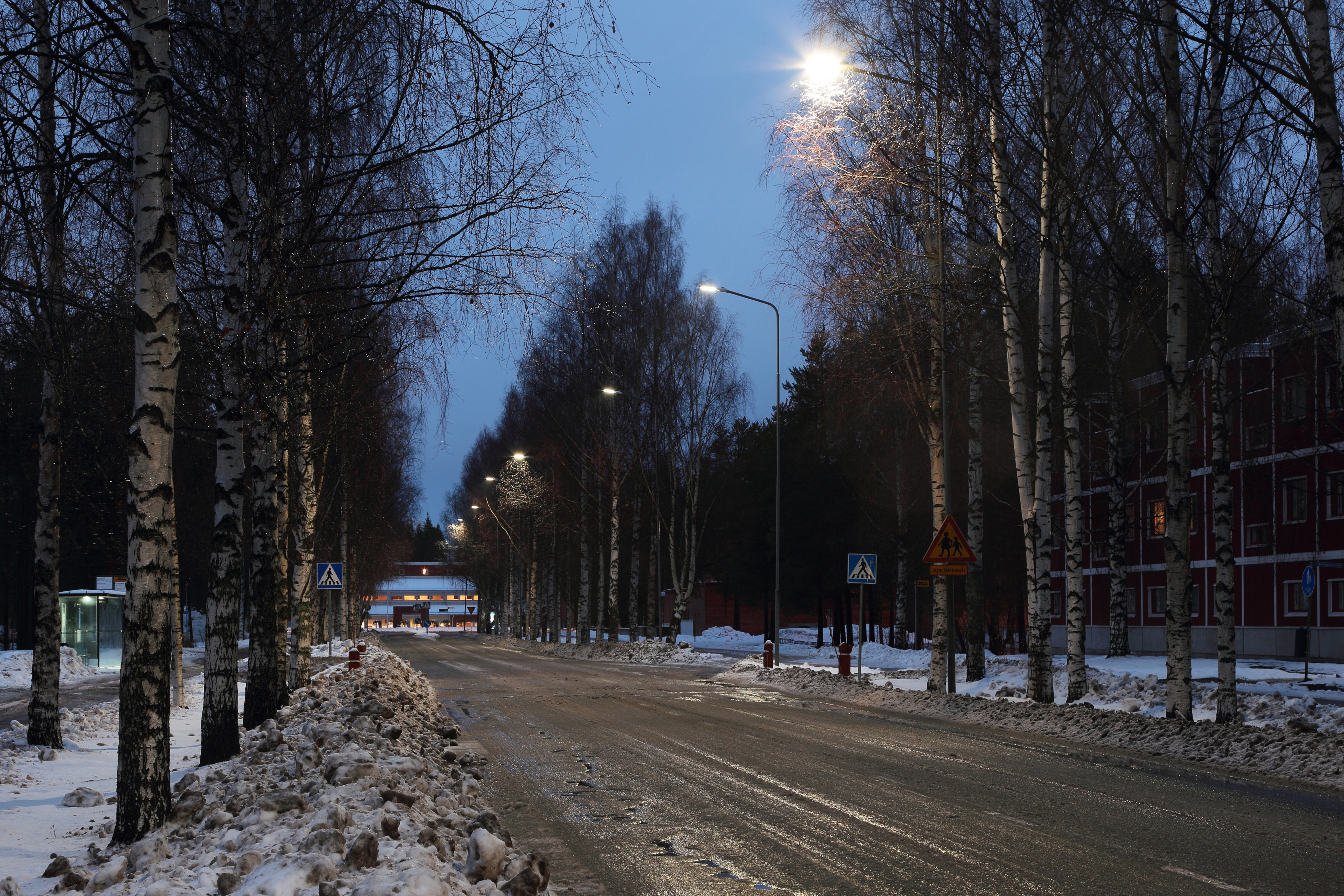
Yliopistokatu en 2019.
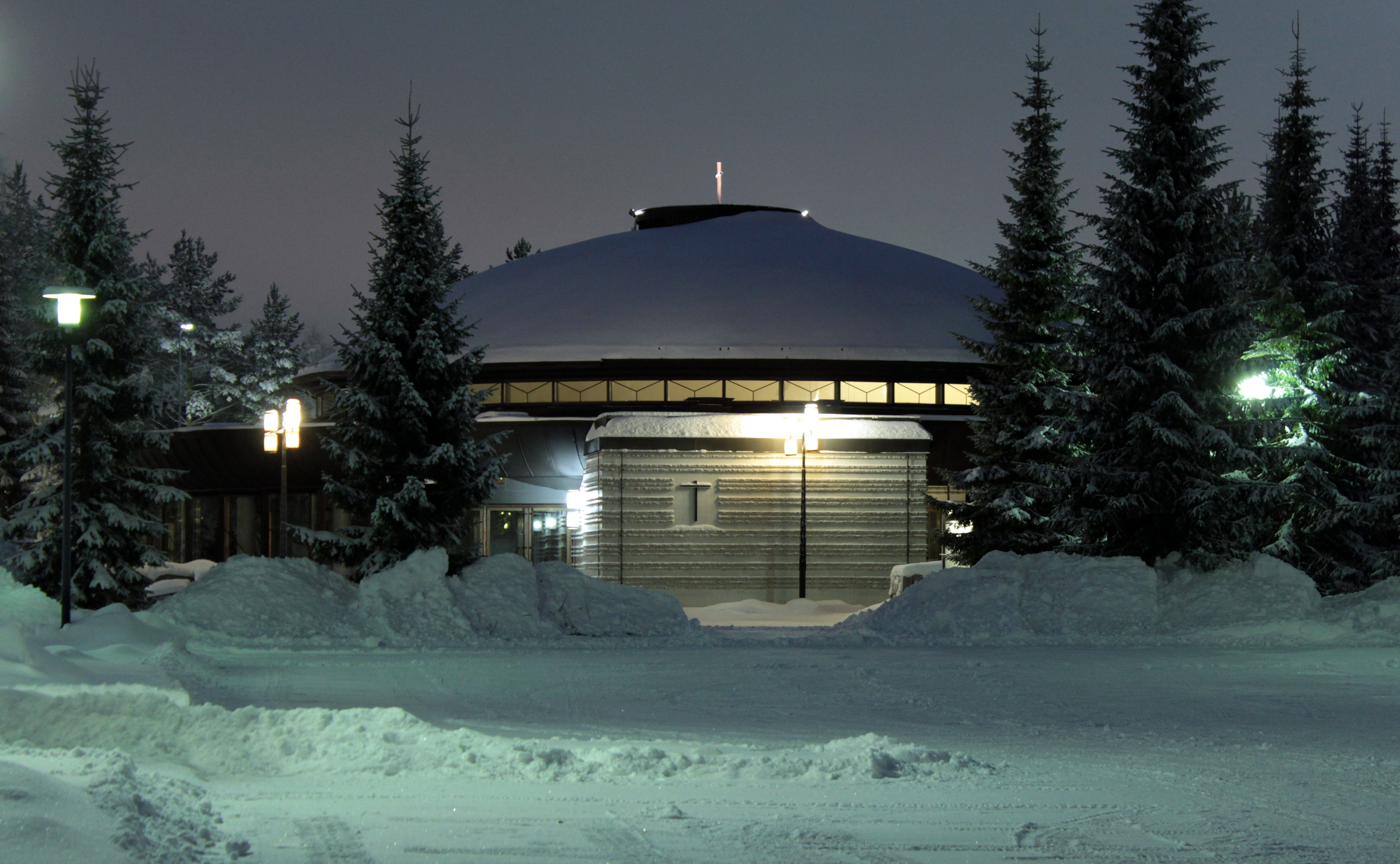
Chapelle Saint-Luc d'Oulu.
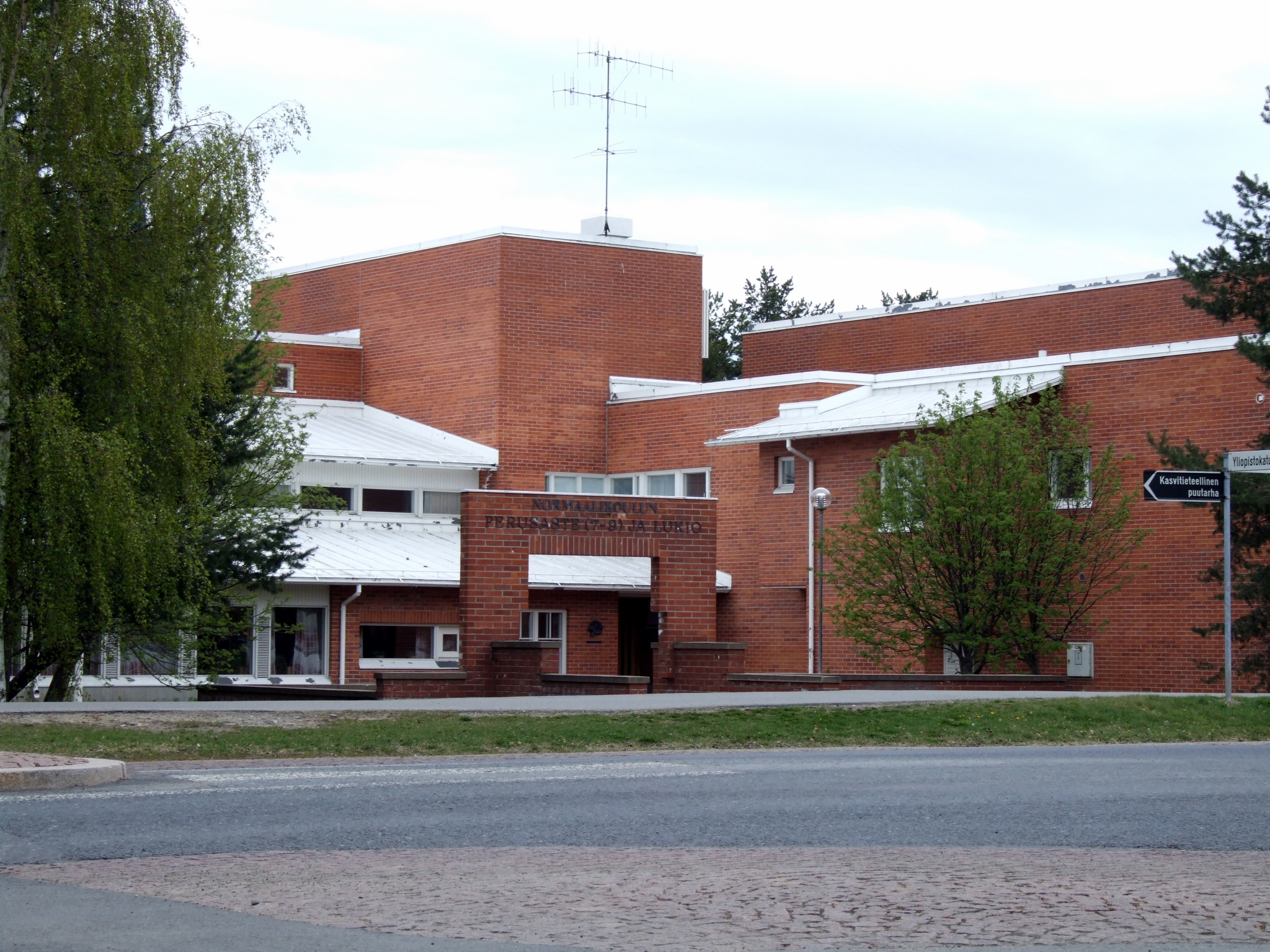
École normale d'Oulu.